# Slivarsko
Slivarsko falu Horvátországban, Varasd megyében. Közigazgatásilag Donja Voćához tartozik.

## Fekvése
Varasdtól 19 km-re nyugatra, községközpontjától Donja Voćától 1 km-re délnyugatra a Zagorje hegyei között fekszik.

## Története
1857-ben 232, 1910-ben 400 lakosa volt. A trianoni békeszerződésig Varasd vármegye Ivaneci járásához tartozott. 2001-ben  a falunak 274 lakosa volt.

## Külső hivatkozások
- Donja Voća község hivatalos oldala
- A község független információs portálja